# Hierofanta
Un hierofanta en les religions gregues i romanes és un sacerdot, especialment el que inicia en les misteris sagrats. La paraula prové del grec antic hierophantēs, ἱεροφάντης, «el que presenta les coses sagrades». Inicialment era el sacerdot que presidia les Misteris d'Eleusis, una religió mística. Generalment es triava un home gran, no casat, amb veu potent, triat entre els Eumòlpides. Més tard el mot es va estendre a altres sacerdots, com per exemple Mini Cerrí i el seu germà Herenni que van presidir les Bacanàlia del 186 aC.
No s'apostrofa: el hierofanta, perquè el «i» forma un so consonàntic.